# Оркен (Таскалинський район)
Орке́н (каз. Өркен) — село у складі Таскалинського району Західноказахстанської області Казахстану. Входить до складу Мерейського сільського округу.
У радянські часи село називалось Білугино.
Населення — 96 осіб (2021; 165 у 2009, 313 у 1999, 348 у 1989).